# 고구수
고구수(金光燮, 664년~738년)는 당나라의 관료이다. 고구려 유민 출신이며, 696년에 거란족이 반란을 일으키자 당나라의 요동도독으로서 이를 제압했다.